# إدريس فتوحي
إدريس فتوحي (المولود في 30 سبتمبر 1989) لاعب كرة قدم مغربي يشغل مركز وسط ميدان يلعب حالياً في النادي الأهلي معار من نادي المرخية القطري.

## مسيرته
بدأ فتوحي مسيرته الكروية بنادي الوداد البيضاوي، وعندما بلغ 16 من عمره شارك في برنامج القدم الذهبي الذي كان يبث على قناة الأولى المغربية، وكان الفائز في البرنامج سنة 2007.

## روابط خارجية
- إدريس فتوحي على موقع إي إس بي إن إف سي (الإنجليزية)
- إدريس فتوحي على موقع قاعدة بيانات كرة القدم.إي يو (الإنجليزية)
- إدريس فتوحي على موقع ليكيب (الفرنسية)
- إدريس فتوحي على موقع ناشيونال فوتبول تيمز (الإنجليزية)
- إدريس فتوحي على موقع Soccerway.com (الإنجليزية)
- إدريس فتوحي على موقع عالم كرة القدم.نت (الإنجليزية)
- إدريس فتوحي على موقع أوليمبيديا (الإنجليزية)